# Pierre-François Godard de Beauchamps
Pour les articles homonymes, voir Beauchamp et Godard.
Pierre-François Godard de Beauchamps, né en 1689 à Paris où il est mort le 12 mars 1761, est un auteur dramatique, historien du théâtre, romancier libertin et traducteur français.

## Biographie
Secrétaire du maréchal de Villeroy, Beauchamps travailla, dans sa jeunesse pour les différents théâtres de la capitale. Il fit représenter, en 1721, la Soubrette, comédie en un acte, qui eut du succès et, dans l’espace de dix ans, il donna successivement : le Jaloux ; Arlequin amoureux par enchantement ; le Portrait ; le Parvenu, ou le Mariage rompu ; les Effets du dépit ; les Amants réunis ; le Bracelet ; la Mère rivale et la Fausse Inconstance. Presque toutes accueillies dans leur nouveauté, ces différentes pièces sont tombées dans le plus profond oubli.

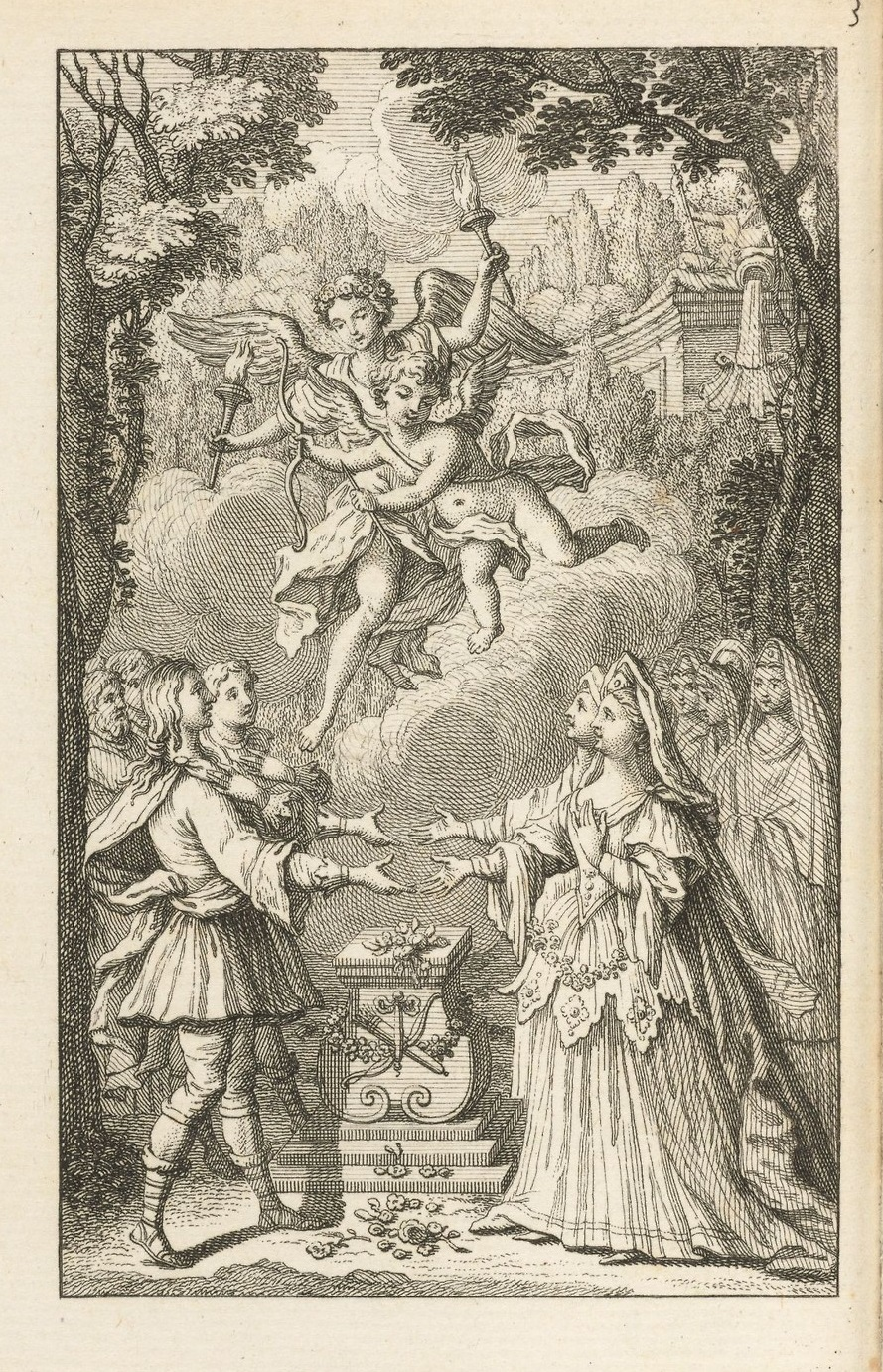
Les Amours d’Ismène et d’Isménias, 1743.

On a encore de Beauchamps : Funestine, roman, Paris, 1737, in-12, rare, et réimprimé dans le 31e volume du Cabinet des Fées, les Lettres d’Héloïse et d’Abailard, imitées en vers français, Paris, 1737, in-8°, les Amours d’Ismène et d’Isménias, roman traduit, ou plutôt imité du grec d’Eustathe Macrembolite. L’ouvrage de Beauchamps fut imprimé à Paris, sous la rubrique de la Haye, 1743, in-8°, et il a été réimprimé, dans la même ville, en 1797, in-4° ; la seconde édition est ornée de figures enluminées, Imitation du roman grec (les Amours de Rhodanthe et de Dosiclés) de Théodore Prodrome, Pria, 1746, in-8°. Cette imitation diffère d’une traduction qui parut la même année, Paris, in-12, et dont l’auteur est resté inconnu.
Enfin on attribue à Beauchamps : un roman pamphlétaire libertin, l’Histoire du prince Apprius (Priapus) extraite des fastes du monde, depuis sa création, manuscrit persan, trouvé dans la bibliothèque du roi de Perse, traduction française par M. Esprit, gentilhomme provençal, servant dans les troupes de Perse, Constantinople (i.e. Paris, vers 1722) ; La Haye, (i.e. Lyon), 1728, in-12. On trouve dans quelques exemplaires de ce roman une table explicative donnant les noms indécents des anagrammes employées par l’auteur. L’imprimeur fut condamné au bannissement et à une forte amende ; Hipparchia, histoire galante divisée en 3 livres, avec une préface très-intéressante, Lampsaque (i.e. Paris), l’an de ce monde (1748), petit in-8°.
Ses Recherches sur les théâtres de France, depuis 1161 jusqu’à présent, Paris, in-4°, ou 3 vol. in-8° où il retrace l’origine et les progrès de l’art dramatique en France, qu’il fit paraître en 1735, constituent son ouvrage le plus important. Paul Lacroix a écrit à son propos : 

« Cet ouvrage, encore très-utile malgré ceux du même genre qui ont été faits depuis, se compose de l’histoire des poëtes provençaux, d’un discours sur l’origine des spectacles en France et sur l’établissement des théâtres, d’une analyse chronologique des auteurs de mystères, moralités, farces et sotties avant Jodelle, des auteurs du Théâtre français en quatre âges jusqu’en 1735, d’un répertoire des anciens ballets et des principales pièces représentées sur les Théâtres Italien et de la Foire. Beauchamps, dans sa préface, ne nomme pas les personnes qui lui ont communiqué des matériaux et des notes ; mais, dans le cours de son livre, il cite quelques bibliothèques dramatiques très-importantes, celles de M. de Callières, du comte de Toulouse, de Tronchin, etc. »

Il était familier de la cour de Sceaux, où la Duchesse du Maine le recevait dans les fêtes des Grandes Nuits de Sceaux et ses salons littéraires. Il sera Chevalier de la Mouche à Miel.

## Œuvres
Histoire du théâtre
- Recherches sur les théâtres de France depuis l'année onze cent soixante-un jusques à présent (1735) Texte en ligne (Gallica) et (César)

Théâtre
- Le Comte de Gabalis et les peuples élémentaires, Château de Sceaux, octobre 1714.
- Le Ballet de la jeunesse, ou le Ballet des Tuileries, Paris, Palais des Tuileries, 16 février 1718.
- Les Effets du dépit, comédie en un acte, Paris, Hôtel de Bourgogne, 21 avril 1717.
- Le Parvenu ou le Mariage [fait et] rompu, Paris, Hôtel de Bourgogne, 12 février 1721.
- La Soubrette, Paris, Hôtel de Bourgogne, 14 novembre 1721.
- Arlequin amoureux par enchantement, Paris, Hôtel de Bourgogne, 16 décembre 1722.
- Le Jaloux, comédie en trois actes, précédée d'un prologue, Paris, Hôtel de Bourgogne, 23 décembre 1723
- Le Jaloux puni, Paris, Hôtel de Bourgogne, 23 décembre 1723
- Le Portrait, comédie, Paris, Hôtel de Bourgogne, 9 janvier 1727. Texte en ligne
- Les Amans réunis, comédie en trois actes, Paris, Hôtel de Bourgogne, 26 novembre 1727.
- Le Bracelet, Paris, Hôtel de Bourgogne, 18 décembre 1727.
- La Mère rivale, Paris, Hôtel de Bourgogne, 18 décembre 1729.
- La Fausse inconstance, Paris, Hôtel de Bourgogne, 31 janvier 1731.

Romans
- Histoire du prince Apprius, extraite des fastes du monde depuis sa création, manuscrit persan trouvé dans la bibliothèque de Schah-Hussain, Roi de Perse, détrôné par Mamouth en 1722. Traduction françoise par Messire Esprit, gentilhomme provençal, servant dans les troupes de Perse (1729) Texte en ligne
- Les Amours d'Hypparchie et Cratès, philosophes cyniques : histoire grecque (1795)

Traductions d'Eustathe Macrembolite
- Les Amours d'Ismene et d'Ismenias, Chez François l'Honoré, à Amsterdam, In 12 (10 × 17,5 cm), (6) 158 pp., (1729)
- Ismène et Isménias. Roman grec (1746)

## Pour approfondir